# Théoule-sur-Mer
Théoule-sur-Mer är en kommun i departementet Alpes-Maritimes i regionen Provence-Alpes-Côte d'Azur i sydöstra Frankrike. Kommunen ligger i kantonen Mandelieu-Cannes-Ouest som ligger i arrondissementet Grasse. År 2022 hade Théoule-sur-Mer 1 418 invånare.

## Befolkningsutveckling
Antalet invånare i kommunen Théoule-sur-Mer
Referens: INSEE

## Galleri

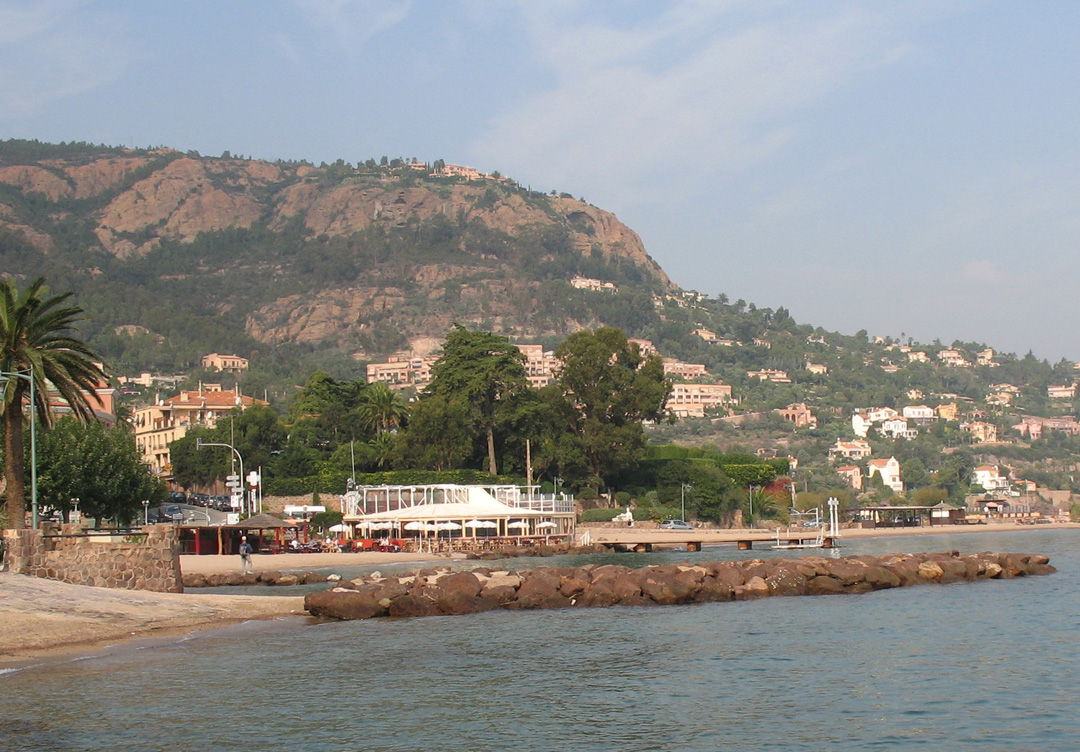
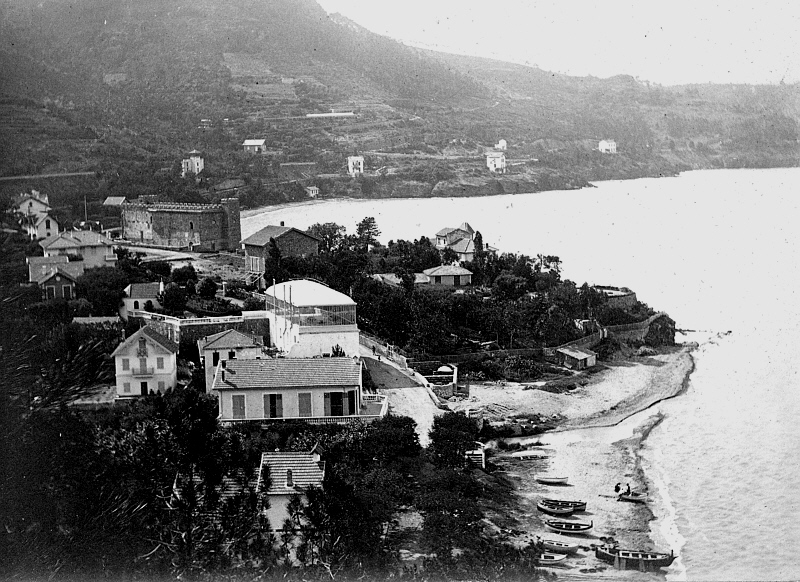
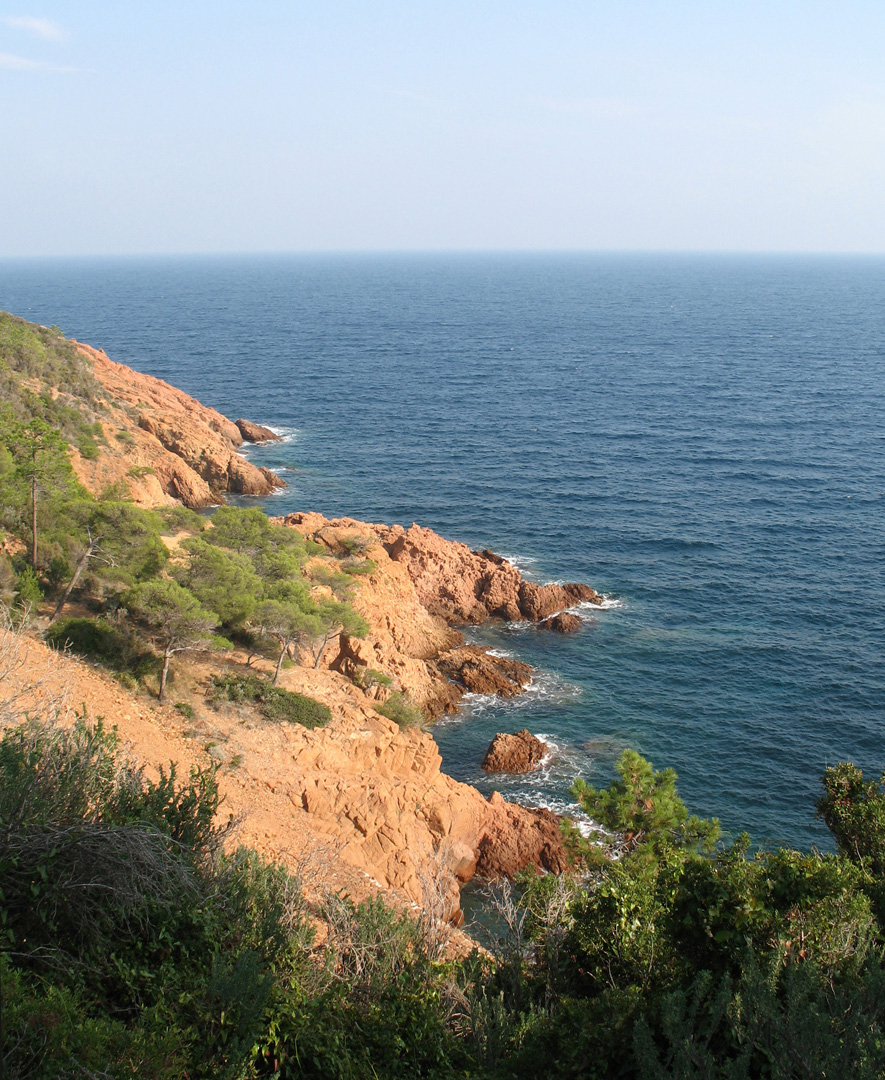
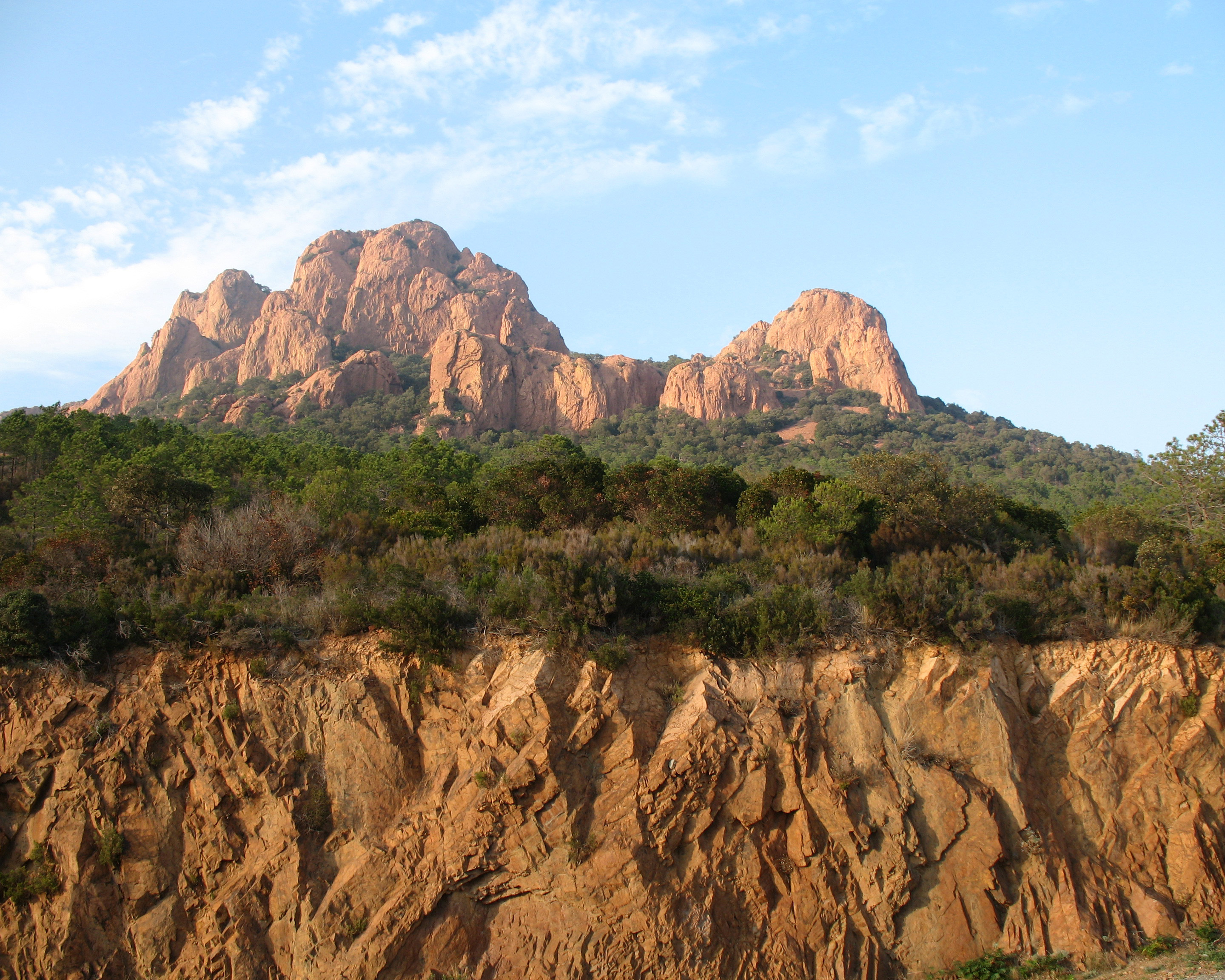